# سرخرگ ارتباطی پسین
سرخرگ ارتباطی پسین (به انگلیسی: Posterior communicating artery) یکی از شاخه‌های سرخرگ سبات داخلی است. این سرخرگ از اجزای حلقه ویلیس بوده که باعث ارتباط دستگاه سبات با دستگاه مهره ای-قاعده‌ای می‌گردد. به شاخه‌های سرخرگ سبات داخلی، دستگاه سبات می‌گویند و دو سرخرگ مهره‌ای همراه با سرخرگ قاعده‌ای، دستگاه مهره ای-قاعده‌ای را می‌سازند که این دو دستگاه وظیفه خونرسانی به مغز را برعهده دارند. خونرسانی به قسمت پیشین مغز از طریق دستگاه سبات و خونرسانی به بخش‌های پشتی مغز به وسیلهٔ دستگاه مهره ای-قاعده‌ای انجام می‌گردد.
سرخرگ ارتباطی پسین در هر طرف به سرخرگ مغزی پسین همان سمت می‌پیوندد. دو سرخرگ مغزی پشتی از سرخرگ قاعده‌ای منشعب می‌گردند. این دو سرخرگ (سرخرگ‌های مغزی پسین) از اجزای حلقه ویلیس هستند.